# Indian (motorkerékpár)

Indian logo.

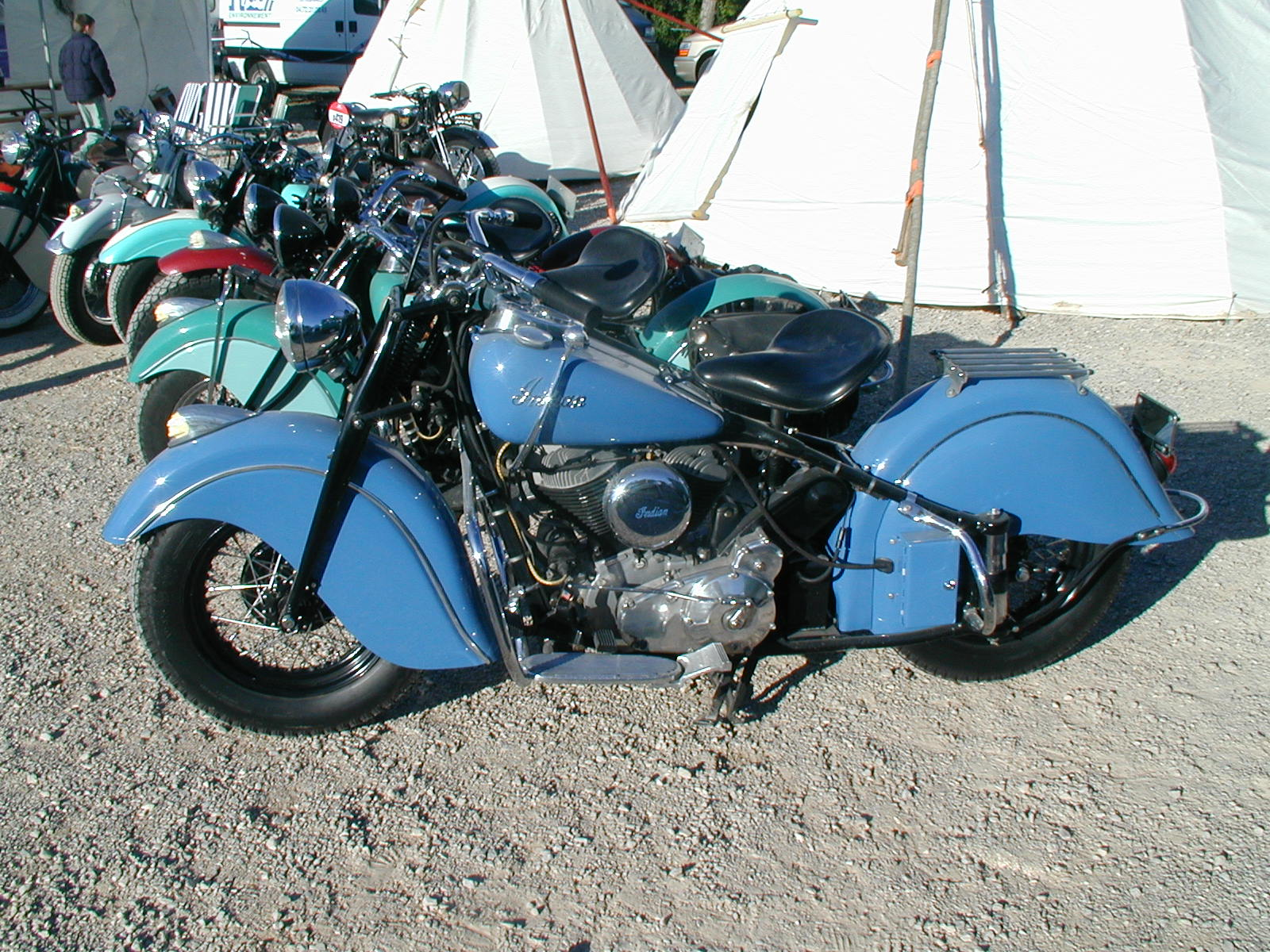
Indian márkájú motorkerékpár egy parkolóban

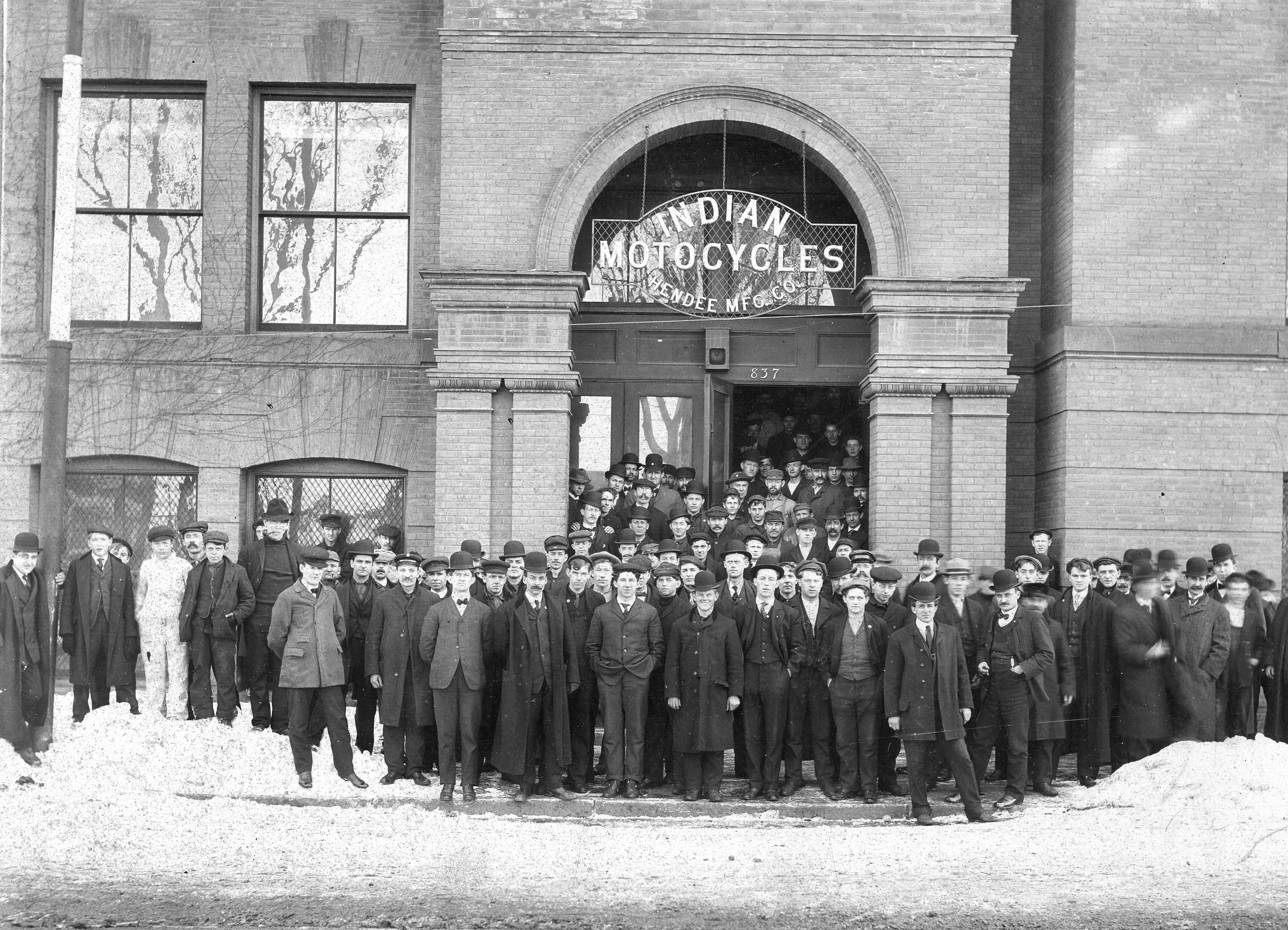
Hendee gyárának bejárata

Az Indian egy nagy múltú amerikai motorkerékpár-márka, amely ma már Magyarországon is jelen van.

## Története

### A kezdetek
1897-ben George M. Hendee Hendee Manufacturing Company néven kerékpárgyárat alapított. A kerékpárok olyan márkanevei között volt az American Indian is, amely később az "Indian" szóra  rövidült. 1901-től Oscar Hedstrom tervezett benzinüzemű segédmotorokat Hendee számára. Ezek előállítására Springfield belvárosában létesítettek egy gyárat. Az első Indian motorkerékpárokat 1902-ben értékesítették. A motorkerékpárokkal versenyeztek is. 1903-ban Hedstrom az egyik motorkerékpárral 56 mérföld/órás sebességrekordot ért el.

### A 21. században
Miután 2003-ban az American Indian Motorcycle Company csődbe ment, beszüntette a termelését. 2008-ban a londoni Stellican Ltd. felvásárolta a céget és  létrehozott egy Indian motorkerékpár-üzemet Kings Mountain-ban. 2008 és 2011 között csekély mennyiségű, 105 köbincs lökettérfogatú, V2-es motorral szerelt Indian motorkerékpárt gyártottak - és még 2011-ben, a Stellican cég eladta a márkát a Polaris Industries-nek.